# 亭子间
亭子间是上海石库门建筑内的一个小房间，面积约6-8平方米，高约2米。其位置在一层与二层之间，或二层与三层之间，通常在前楼（卧室）之后、晒台之下、灶披间（厨房）之上。
亭子间原本一般用于堆放杂物，或仆人的房间。二十世纪初期，上海城市人口大幅增加，住房极为紧张，亭子间大量用于出租牟利。由于它低矮狭小，朝向北面，采光较差，又在晒台之下，冬冷夏热，居住条件较为恶劣，因此租金较为低廉。租住亭子间的租客，通常是囊中羞涩的低收入阶层。
二十世纪前期，一批文学青年来到上海，卖文为生，收入拮据，常会租住石库门亭子间，称为“亭子间作家”。
- 巴金寓所：1926年，巴金曾租住在法租界康悌路（建国东路）康益里4号的亭子间[1][2]。
- 瞿秋白寓所旧址：1933-1934年，瞿秋白租住在上海虹口施高塔路（山阴路）133弄东照里12号二楼和三楼之间的亭子间。
- 萧军、萧红：1934年，萧军、萧红租住在上海法租界拉都路（襄阳南路）283号二楼亭子间[3]。

同时，出现一批描写石库门亭子间生活的文学作品，例如周天籁的代表作《亭子间嫂嫂》。